# Zyginidia manaliensis
Zyginidia manaliensis är en insektsart som först beskrevs av Singh 1969.  Zyginidia manaliensis ingår i släktet Zyginidia och familjen dvärgstritar. Inga underarter finns listade i Catalogue of Life.